# Wiener Stadtpark
Wiener Stadtpark, Wiens stadspark, är en cirka 65 000 m² stor park i den österrikiska huvudstaden. Den invigdes i sin första form år 1860.

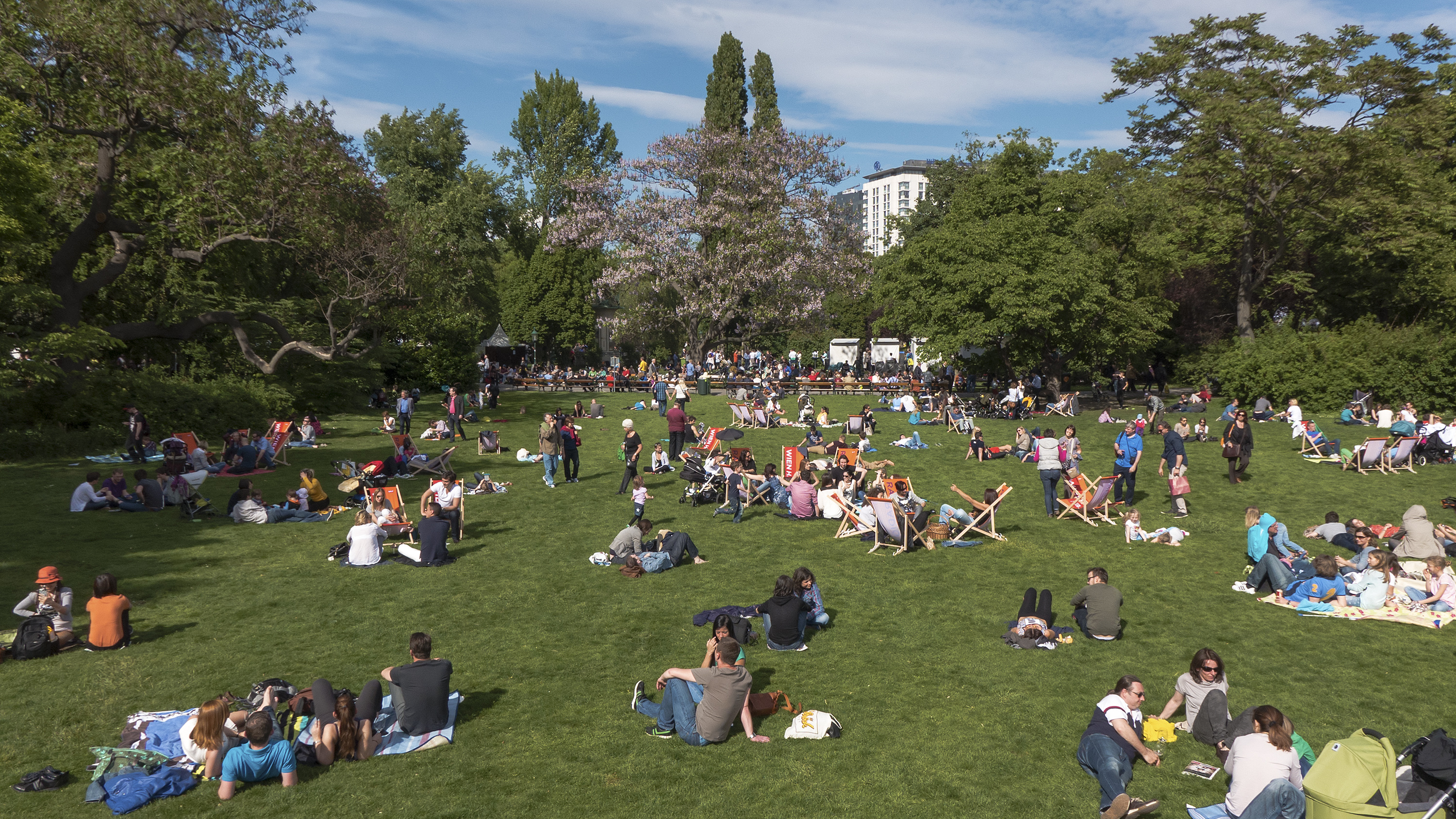
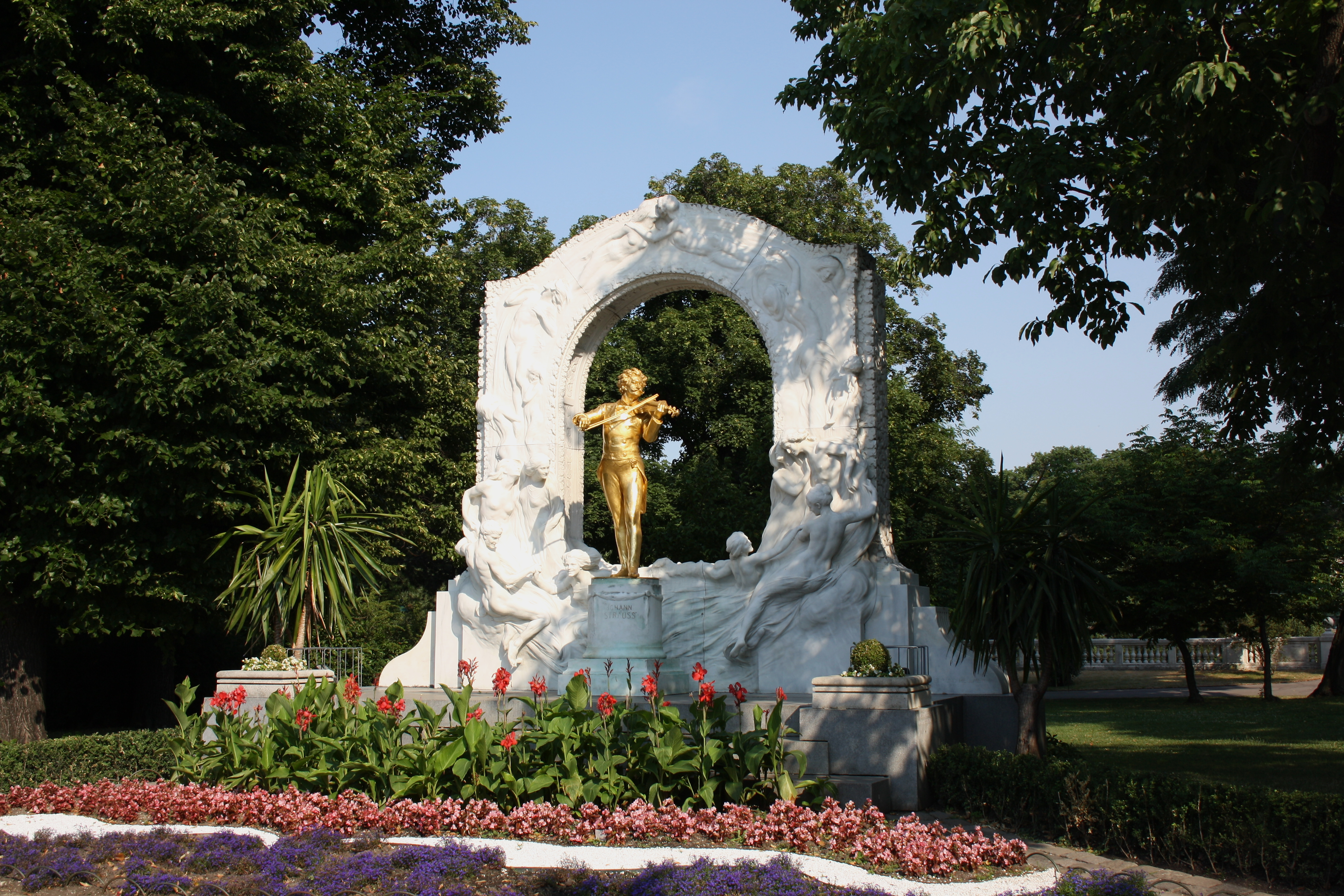
Johann Strauss staty
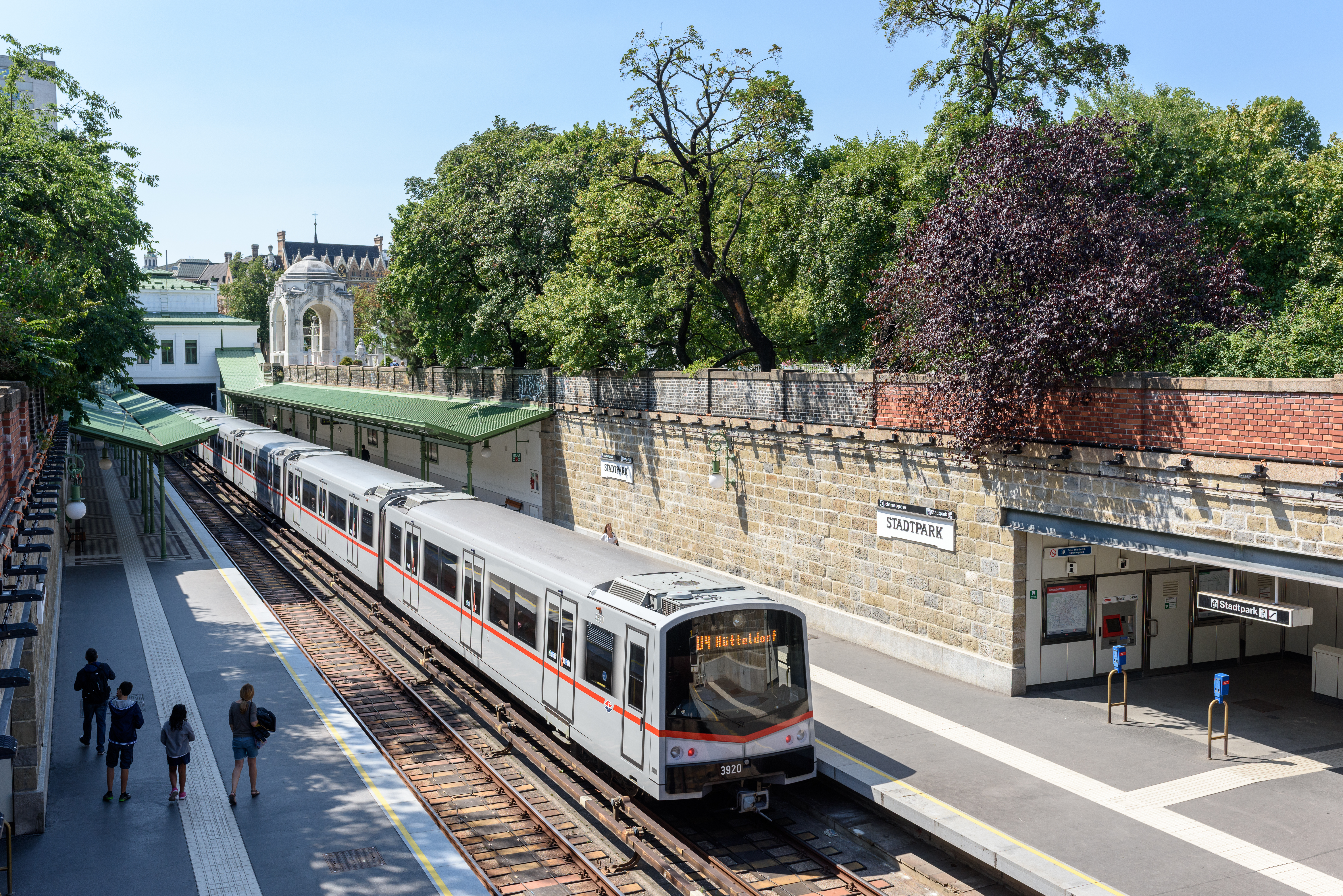
Stadtpark t-banestation